# Campeonato Chileno de Futebol de 1965
O Campeonato Chileno de Futebol de 1965 (oficialmente Campeonato Nacional de Fútbol Profesional de la Primera División de Chile) foi a 33ª edição do campeonato do futebol do Chile. Os clubes jogavam todos contra todos em turno e returno. O último colocado é rebaixado para a Campeonato Chileno de Futebol - Segunda Divisão. O campeão se classifica para a Copa Libertadores da América de 1966.

## Participantes
| Equipe                                        | Cidade        | Região                  | No ano anterior                                                     | Estádio                                  | Capacidade | Títulos                                                  | Participações |
| --------------------------------------------- | ------------- | ----------------------- | ------------------------------------------------------------------- | ---------------------------------------- | ---------- | -------------------------------------------------------- | ------------- |
| Audax Club Sportivo Italiano                  | La Florida    | Província de Santiago   | Décimo Primeiro Lugar                                               | Estádio Santa Laura                      | 22.375     | 4 (1936, 1946, 1948, 1957)                               | 33            |
| Club Social y Deportivo Colo-Colo             | Ñuñoa         | Província de Santiago   | Quarto Lugar                                                        | Estádio Nacional de Chile                | 55.100     | 9 (1937, 1938, 1940, 1944, 1947, 1953, 1955, 1960, 1963) | 33            |
| Club Universidad de Chile                     | Santiago      | Província de Santiago   | Vice Campeão                                                        | Estádio Nacional de Chile                | 55.100     | 4 (1940, 1959, 1962,1964)                                | 28            |
| Unión Española                                | Independencia | Província de Santiago   | Sexto Lugar                                                         | Estádio Santa Laura                      | 22.375     | 2 (1943, 1951)                                           | 32            |
| Club de Deportes Santiago Wanderers           | Valparaíso    | Província de Valparaíso | Sexto Lugar                                                         | Estádio Elías Figueroa Brander           | 23.000     | 1 (1958)                                                 | 24            |
| Corporación Deportiva Everton de Viña del Mar | Viña del Mar  | Província de Valparaíso | Oitavo Lugar                                                        | Estádio Sausalito                        | 25.000     | 2 (1950, 1952)                                           | 22            |
| Club Deportivo Palestino                      | La Cisterna   | Província de Santiago   | Décimo Sexto Lugar                                                  | Estádio Santa Laura                      | 22.375     | 1 (1955)                                                 | 13            |
| Club Social de Deportes Rangers               | Talca         | Província de Talca      | Quinto Lugar                                                        | Estádio Fiscal de Talca                  | 8.324      | 0 (não possui)                                           | 14            |
| Club Deportivo Universidad Católica           | Las Condes    | Província de Santiago   | Vice Campeão                                                        | Estádio Independência                    | 13.500     | 3 (1949, 1954, 1961)                                     | 26            |
| Club Deportivo San Luis                       | Quillota      | Província de Valparaíso | Décimo Sétimo Lugar                                                 | Estádio Municipal Lucio Fariña Fernández | 7.500      | 0 (não possui)                                           | 9             |
| Corporación Club de Deportes Santiago Morning | Independencia | Província de Santiago   | Décimo Segundo Lugar                                                | Estádio Santa Laura                      | 22.375     | 1 (1942)                                                 | 27            |
| Club de Deportes La Serena                    | La Serena     | Província de Coquimbo   | Sétimo Lugar                                                        | Estádio La Portada                       | 18.500     | 0 (não possui)                                           | 6             |
| Club de Deportes Unión La Calera              | La Calera     | Província de Valparaíso | Nono Lugar                                                          | Estádio Municipal Nicolás Chahuán Nazar  | 10.000     | 0 (não possui)                                           | 3             |
| Club de Deportes Unión San Felipe             | San Felipe    | Província de Aconcágua  | Décimo Quinto Lugar                                                 | Estádio Municipal de San Felipe          | 18.500     | 0 (não possui)                                           | 3             |
| Club Deportivo Magallanes                     | Maipú         | Província de Santiago   | Décimo Lugar                                                        | Estádio Independência                    | 13.500     | 4 (1933, 1934, 1935, 1938)                               | 32            |
| Club de Deportes Coquimbo Unido               | Coquimbo      | Província de Coquimbo   | Décimo Quarto Lugar                                                 | Estádio La Pampilla                      | ---        | 0 (não possui)                                           | 3             |
| Green Cross-Temuco                            | Temuco        | Província de Cautín     | Décimo Terceiro Lugar (como Green Cross)                            | Estádio Municipal Germán Becker          | 20.930     | 0 (não possui)                                           | 1             |
| O'Higgins Fútbol Club                         | Rancagua      | Província de O'Higgins  | Acesso pelo Campeonato Chileno de Futebol de 1964 - Segunda Divisão | Estádio El Teniente                      | 14.550     | 0 (não possui)                                           | 10            |

## Campeão
| Campeão Chileno 1965                                     |
| -------------------------------------------------------- |
| Club Universidad de Chile (Santiago) (5º título) Campeão |